# Cicadella
Cicadella is een geslacht van cicaden uit de familie van de dwergcicaden (Cicadellidae).

## Soort
- Cicadella lasiocarpae Ossiannilsson, 1981
- Cicadella longivittata (O.G. Costa, 1834)
- Cicadella lunulata (O.G. Costa, 1834)
- Cicadella transversa (O.G. Costa, 1834)
- Cicadella viridis Linnaeus, 1758 (Groene cicade)